# Hot-dog
Hot-dog ili hotdog, poznat i kao frankfurter (nekad samo kratko frank, dog ili viner), jelo je koje čini vekna s kobasicom, tradicionalno grilovanom ili pak kuvanom u vodi. Vekna se reže s jedne strane, a na kobasicu (npr. hrenovku) ide uglavnom senf. Predstavlja vrstu sendviča s kobasicom. Tipični prilozi uključuju senf, kečap, luk, majonez, začine, kupus salatu, sir, čili, masline i kiseli kupus. Varijante hot-dog obuhvataju „korn dog“ umočen u kukuruzno testo i duboko kuvan, „pigs in blankets“ omotan testom, pečen, i serviran kao predjelo, i „Bini Vinis“ iseckan i izmešan sa pečenim pasuljem. 
Kobasice su Nemačka tradicija koja je popularizovana u drugim državama, gde su one postala ulična hrana radničke klase koja se prodaje na hot-dog štandovima. Priprema hot-doga i izvor dodataka znatno variraju od regiona do regiona. U SAD hot-dog je postao usko povezan sa bejzbolom i američkom kulturom. Iako posebno povezan sa Njujorkom i njegovom kuhinjom, hot-dog je vremenom postao sveprisutan širom SAD tokom 20. veka. Njegova priprema se regionalno razlikuje u toj zemlji, postajući važan deo drugih regionalnih kuhinja, uključujući uličnu kuhinju u Čikagu.

## Istorija
Reč „frankfurter“ potiče iz Frankfurta u Nemačkoj, odakle potiču svinjske kobasice slične hot-dogu. Ove kobasice, hrenovke, bile su poznate još od 13. veka i davale su se narodu u slučaju carskih krunisanja, počev od krunisanja Maksimilijana II za cara Svetog rimske carstva. „Viner“ se odnosi na Beč u Austriji, postojbini kobasice napravljene od mešavine svinjskog i junećeg mesa. Johan Georg Lahner, mesar iz 18/19 veka iz frankonskog grada Koberg, smatra se da je doneo Frankfurter Würstchen u Beč, gde je smeši dodao govedinu i jednostavno je nazvao frankfurter. U današnje vreme se u zemljama nemačkog govornog područja, osim u Austriji, hot-dog kobasice nazivaju Viner ili Wiener Würstchen (Würstchen znači „mala kobasica“), da bi se razlikovale od originalne svinjske smeše iz Frankfurta. Na švajcarskom nemačkom naziva se Wienerli, dok se u Austriji koriste izrazi frankfurter ili Frankfurter Würstel.
Nemački imigrant po imenu Fojhtvanger, iz Frankfurta, u Hesenu, navodno je pionir u praksi na američkom srednjem zapadu; postoji nekoliko verzija priče sa različitim detaljima. Prema jednom izveštaju, Fojhtvangerova supruga je predložila upotrebu lepinje 1880. godine: Fojhtvanger je prodavao hrenovke na ulicama Sent Luisa u Misuriju i pružao rukavice svojim kupcima kako bi mogli da rukuju kobasicama bez opekotina šake. Gubeći prihod kada kupci ni be vratili rukavice, Fojchtvangerova supruga je predložila da kobasice serviraju u kifli. U drugoj verziji, Antoan Fojhtvanger, ili Anton Ludvig Fojhtvanger, služio je kobasice u zemičkama na Svetskom sajmu - bilo na Luizijanskom trgovačkom sajmu 1904. godine u Sent Luisu, ili, ranije, na Svetskom kolumbijskom sajmu 1893. godine, u Čikagu - opet, navodno zato što su bele rukavice koje su kupcima pružane da zaštite ruke zadržavane kao suveniri.
Još jedan mogući izvor serviranja kobasica u rolnama je burekdžija Čarls Feltman, na Koni Ajlandu u Njujorku. Godine 1867, on je imao kolica sa šporetom na kojem je kuvao kobasice, i komoru za čuvanje lepinja u kojima sveže koasice prodavane. Godine 1871, on je zakupio parcelu za izgradnju stalnog restorana, a posao je rastao prodajući daleko više toga od samo „Koni Ajland Red Hotsa“, kako su bile poznate.

## Zdravstveni učinci
Za razliku od drugih kobasica koje se prodaju nekuvane, hot-dog se kuva pre pakovanja. Hot-dog se može jesti bez dodatnog kuvanja, mada se obično zagrevaju pre upotrebe. Pošto neotvoreno pakovanje hot-doga može da sadrži bakteriju Listeria, koja uzrokuje listeriozu, bezbednije da se ova hrana zagreje, posebno ako je koriste trudne žene i osobe sa supresovanim imunskim sistemom.
Jedan izveštaj Američkog instituta za istraživanje raka je objavio da konzumiranje 50 grama obrađenog mesa — odprilike jednog hot-doga — svaki dan povećava rizik od razvoja kolorektalnog kancera za 20 procenata. Grupa kancernog projekta je pokrenula tužbu klasne akcije u kojoj se zahteva korišćenje natpisa upozorenja na pakovanjima i u reklamama u sportskim događajima. Hot-dog sadrži veliku količinu masti i soli, kao i prezervative natrijum nitrat i nitrit, te postoji mogućnost je da oni doprinosu učinku jedinjenja koja sadrže nitrat u uzrokovanju kancera. Po podacima AICR, prosečni rizik od raka debelog creva je 5.8 procenata, dok je ta vrednost 7 procenata kad se hot-dog svakodnevno konzumira tokom više godina.
Hot-dog ima relativno nisku koncentraciju heterocikličnoh amina (HCA) u poređenju sa drugim tipovima gotovih mesnih proizvoda, pošto se oni pripremaju na niskim temperaturama.

### Rizik od gušenja
Hot-dog predstavlja značajan rizik od gušenja, posebno kod dece. Jedna studija u SAD je utvrdila da 17% asfiksijacija uzrokovanih hranom među decom mlađom od 10 godina je posledica konzumiranja hot-doga. Veličina, oblik i tekstura hot-doga ga čini težim za izbacivanje iz dušnika. Ovaj rizik se redukuje sečenjem hot doga u male komade ili dužinskim sečenjem pre serviranja maloj deci. Predloženo je da se promeni veličina, oblik i tekstura da bi se smanjio rizik. Jedan pedijatrijski doktor koji radi na hitnim slučajevima je komentarisao da je zaglavljeni hot-dog „skoro nemoguće“ isterati iz dečjeg dušnika.

## Literatura
- „Anniversary of Hot Dog, Bun” (PDF). Binghamton (NY) Sunday Press. 1964-11-29. стр. 10D.
- Brady, William (1929-06-11). „Personal Health Service” (PDF). Amsterdam Evening Recorder. стр. 5.
- „Hot Dogs Chain Store Basis”. Los Angeles Times. 1925-10-11. стр. 18.
- Immerso, Michael (2002). Coney Island: The People's Playground. New Brunswick, New Jersey: Rutgers University Press. ISBN 0-8135-3138-1.
- Jakle, John A.; Sculle, Keith A. (1999). Fast Food. Baltimore: The Johns Hopkins University Press. ISBN 0-8018-6109-8.
- Lavin, Cheryl (1980-11-24). „Hot dog! 2 mustard moguls who relish their work”. The Chicago Tribune. стр. E1.
- Levine, Ed (2005-05-25). „It's All in How the Dog Is Served”. The New York Times.
- McCollough, J. Brady (2006-04-02). „Frankfurter, she wrote: Hot dog shrouded in mystery”. The Kansas City Star. Архивирано из оригинала 23. 11. 2010. г. Приступљено 11. 04. 2021.
- McCullough, Edo (2000) [1957]. Good Old Coney Island: A Sentimental Journey into the Past. New York: Fordham University Press. ISBN 0-8232-1997-6.
- Popik, Barry (2004-07-15). „Hot Dog (Polo Grounds myth & original monograph)”. The Big Apple. Приступљено 2007-05-27.
- Schmidt, Gretchen (2003). German Pride: 101 Reasons to Be Proud You're German. New York: Citadel Press. ISBN 0-8065-2481-2.
- Sterngass, Jon (2001). First Resorts: Pursuing Pleasure at Saratoga Springs, Newport & Coney Island. Baltimore: The Johns Hopkins University Press. ISBN 0-8018-6586-7.
- Wilton, David (2004). Word Myths: Debunking Linguistic Urban Legends. Oxford: Oxford University Press. ISBN 0-19-517284-1.
- Zwilling, Leonard (1988-09-27). „Trail of Hot Dog Leads Back to 1880's”. The New York Times. стр. A34.

## Spoljašnje veze
- Julia Hammond (3. 7. 2019). „The truth about the US' most iconic food”. BBC (на језику: енглески).